# أرسنال موسم 2014–15
كان موسم 2014–15 هو الموسم الثالث والعشرون لنادي أرسنال في الدوري الإنجليزي الممتاز والموسم التاسع والثمانين على التوالي في دوري الدرجة الأولى لكرة القدم الإنجليزية. شارك النادي في الدوري الإنجليزي الممتاز وكأس الاتحاد الإنجليزي وكأس رابطة الأندية الإنجليزية المحترفة ودرع المجتمع الإنجليزي ودوري أبطال أوروبا. احتل أرسنال المركز الثالث في الدوري الإنجليزي الممتاز وفاز بلقب الدرع الخيرية وكأس الاتحاد الإنجليزي.
قام أرسين فينغر، المدير الفني للنادي منذ عام 1996، بتوقيع عقود مع العديد من اللاعبين خلال فترة ما قبل الموسم، بما في ذلك الجناح التشيلي أليكسيس سانشيز من برشلونة، والذي أصبح هداف الفريق وفاز بجائزة أفضل لاعب الموسم في أرسنال. وقاد فينغر "المدفعجية" لبداية مضطربة مع إصابات اللاعبين وضعف الأداء ليحتلوا المركز الثامن في ديسمبر. في النصف الثاني من الموسم، أظهر أرسنال أداءً جيدًا، وتنافس على لقب الدوري الإنجليزي الممتاز بفوزه في ثماني مباريات متتالية في المراحل الأخيرة. ومع ذلك، بعد التعادل بدون أهداف في أبريل مع تشيلسي، الذي توج باللقب في نهاية المطاف، خسر أرسنال كل فرصه تقريبا في الفوز باللقب. كرر أرسنال انتصاره في عام 2014، حيث فاز في نهائي كأس الاتحاد الإنجليزي 2015 بنتيجة 4–0 على أستون فيلا؛ وبالتالي أصبح الفريق الأكثر نجاحًا على الإطلاق في كأس الاتحاد الإنجليزي، بإجمالي 12 لقبًا.
وفي دوري أبطال أوروبا، احتل أرسنال المركز الثاني في مجموعته خلف بوروسيا دورتموند بفارق الأهداف. خرج أرسنال من دور الـ16 بقاعدة الأهداف خارج الأرض في مباراتين أمام موناكو الفرنسي. وهذا هو الموسم الخامس على التوالي الذي يخرج فيه أرسنال من دور الـ16 للبطولة.